# 파노크투스
파노크투스(Panochthus)는 플라이스토세 동안 아르헨티나, 브라질, 파라과이, 우루과이 등의 남아메리카 지역에서 살았던 포유류이다.

## 특징

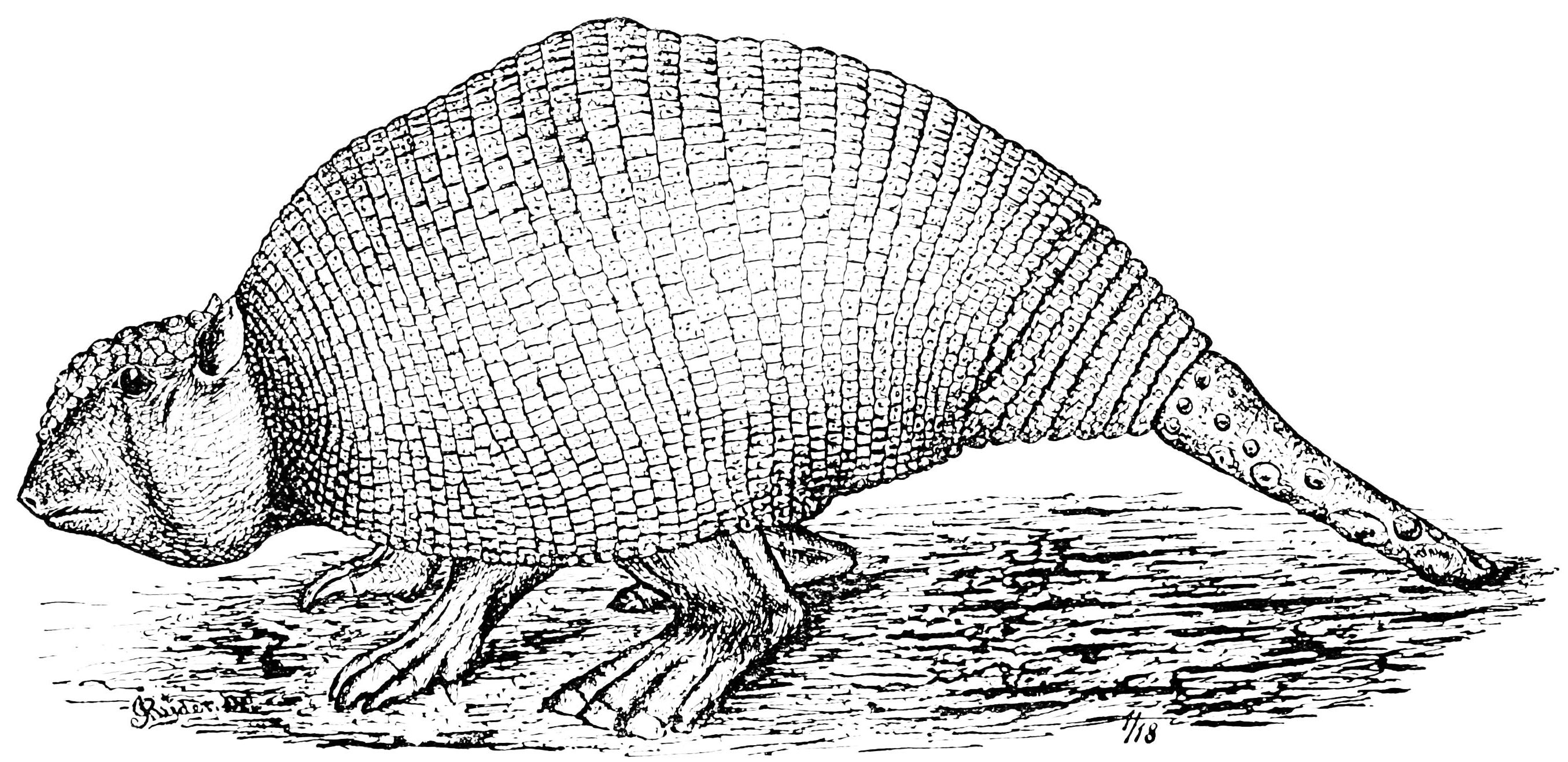
파노크투스의 복원도

파노크투스의 몸길이는 3 미터 (9.8 ft)였고. 무게는1.5 킬로그램 (3.3 lb)였다. 위쪽 두개골과 몸통은 수백 개의 둥근 비늘들로 구성된 반구형 갑옷으로 둘러싸여 보호되었다. 꼬리는 짧았고 쐐기 모양이며, 방어에 적합한 작은 가시들이 달린 작은 뼈대들로 이루어져 있었다.